# Rhins
Rhins – rzeka we Francji, przepływająca przez tereny departamentów Rodan oraz Loara, o długości 59,7 km. Stanowi prawy dopływ rzeki Loary.